# Sistema monetario
Il sistema monetario è l'insieme di regole e istituzioni con cui un governo fornisce la moneta ai soggetti economici di un Paese. Il sistema monetario moderno si basa sulla banca centrale, sulla zecca di Stato e sulle banche commerciali. Un sistema monetario internazionale è l'insieme di regole e istituzioni sancite da trattati e accordi internazionali per gestire una moneta unica e/o il tasso di cambio tra una valuta e un'altra. Degli esempi di sistemi monetari sono i sistemi monetari monometallici, bimetallici, il gold standard, il sistema di cambi flessibili e il sistema monetario europeo.